# Gran Premi de la muntanya al Tour de França
El Gran Premi de la muntanya del Tour de França és una classificació secundària del Tour de França que recompensa el ciclista que obté més punts en passar pels cims dels diferents ports de muntanya de què consta la cursa. El líder d'aquesta classificació rep el nom de "Rei de la muntanya", i des de 1975 és recompensat amb un mallot de color blanc i punts vermells, en francès anomenat maillot à pois rouges.

## Història
El primer Tour de França es va disputar sense passar per grans ports de muntanya, sinó travessant colls menors. El primer va ser el coll des Echarmeaux (712 m), en l'etapa inicial entre París a Lió, en el que avui és l'antic camí d'Autun a Lió. L'etapa de Lió a Marsella va incloure el coll de la République (1.161 m), també conegut com el coll de Grand Bois, als afores de St-Etienne. El primer gran coll que es va passar, el Ballon d'Alsace (1.178 m) als Vosges, es va superar el 1905. Amb tot, els veritables grans colls de muntanya no foren inclosos fins al 1910, als Pirineus, quan es van superar per primera vegada el coll d'Aubisque i el Tourmalet. L'ascensió es feia per camins de ferradura, un repte exigent per a bicicletes pesades, sense canvis de marxes i conduïdes per homes amb els pneumàtics de recanvi al voltant de les seves espatlles i el menjar, roba i eines en bosses penjades dels manillars. L'assistent de l'organització, Victor Breyer, es va situar al cim de l'Aubisque amb el company que havia proposat incloure els Pirineus, Alphonse Steinès. Després de l'èxit d'aquesta edició Desgrange va decidir incloure els Alps el 1911.
El cim més alt que s'ha pujat mai ha estat el Cim de la Bonette-Restefond, el 1962, que s'eleva fins als 2.802 m. El final d'etapa més alt va ser al cim del Galibier en l'edició del 2011.
Des del 1905, diari organitzador de la cursa, L'Auto anomenà un ciclista del Tour de França com a meilleur grimpeur, el millor escalador. El 1933 Vicente Trueba fou el primer vencedor d'aquesta classificació. Amb tot, Trueba era molt dolent baixant, per la qual cosa mai va guanyar res d'important tot i coronar en primera posició el cim. Henri Desgrange, director del Tour de França, va decidir que els ciclistes havien de rebre un premi per haver arribat primers al cim. Així, a partir de 1934, la diferència entre el primer i el segon ciclista al pas pel cim era transformada en una bonificació de temps en favor del primer. Aquestes bonificacions posteriorment van ser retirades, però es va mantenir el reconeixement pel Rei de la muntanya.
Tot i que el millor escalador va ser reconegut per primera vegada el 1933, el mallot distintiu no es va introduir fins al 1975. Els colors del mallot es van escollir en funció del patrocinador del moment, la marxa de xocolata Poulain, les barres de xocolata de les quals tenien un embolcall blanc a punts vermells. Tot i el posterior canvi de patrocinador en aquesta classificació el mallot conservà els colors i fins i tot s'ha estès a altres proves ciclistes.
Des del 2009, el mallot de la muntanya està patrocinat pels hipermercats i supermercats Carrefour i Carrefour Market.

## Distribució dels punts
Durant les ascensions del Tour, els punts s'atorguen als primers ciclistes que coronen el cim. Les cotes es divideixen en cinc categories en funció de la seva dificultat i a cada categoria correspon un barem de punts. Les més fàcils estan classificades de quarta categoria i les més difícils de "categoria especial" o "fora de categoria". Des de l'última modificació de la puntuació, feta el 2012, la puntuació és la següent:
| Tipus de cota / Posició | 1r | 2n | 4r | 47 | 5è | 6è | 7è | 8è | 9è | 10è |
| ----------------------- | -- | -- | -- | -- | -- | -- | -- | -- | -- | --- |
| Fora de categoria       | 25 | 20 | 16 | 14 | 12 | 10 | 8  | 6  | 4  | 2   |
| 1a categoria            | 10 | 8  | 6  | 4  | 2  | 1  |    |    |    |     |
| 2a categoria            | 5  | 3  | 2  | 1  |    |    |    |    |    |     |
| 3a categoria            | 2  | 1  |    |    |    |    |    |    |    |     |
| 4a categoria            | 1  |    |    |    |    |    |    |    |    |     |

## Vencedors del Gran Premi de la muntanya

### Meilleur grimpeur
Entre 1905 i 1932, el diari L'Auto designà en cada edició al meilleur grimpeur, millor escalador, del Tour. Aquest títol no era donat per l'organització de la cursa i no està reconegut oficialment, però és el precedent directe de la classificació de la muntanya que es va instaurar el 1933.
| - 1905: René Pottier (FRA) - 1906: René Pottier (FRA) - 1907: Émile Georget (FRA) - 1908: Gustave Garrigou (FRA) - 1909: François Faber (LUX) - 1910: Octave Lapize (FRA) - 1911: Paul Duboc (FRA) - 1912: Odile Defraye (BEL) | - 1913: Philippe Thys (BEL) - 1914: Firmin Lambot (BEL) - 1919: Honoré Barthélémy (FRA) - 1920: Firmin Lambot (BEL) - 1921: Hector Heusghem (BEL) - 1922: Jean Alavoine (FRA) - 1923: Henri Pélissier (FRA) - 1924: Ottavio Bottecchia (ITA) | - 1925: Ottavio Bottecchia (ITA) - 1926: Lucien Buysse (BEL) - 1927: Michele Gordini (ITA) - 1928: Victor Fontan (FRA) - 1929: Victor Fontan (FRA) - 1930: Benoît Faure (FRA) - 1931: Joseph Demuysere (BEL) - 1932: Vicente Trueba (ESP) |

### Gran Premi de la muntanya
Fins al 1975 el Gran Premi de la Muntanya no tenia cap mallot distintiu.

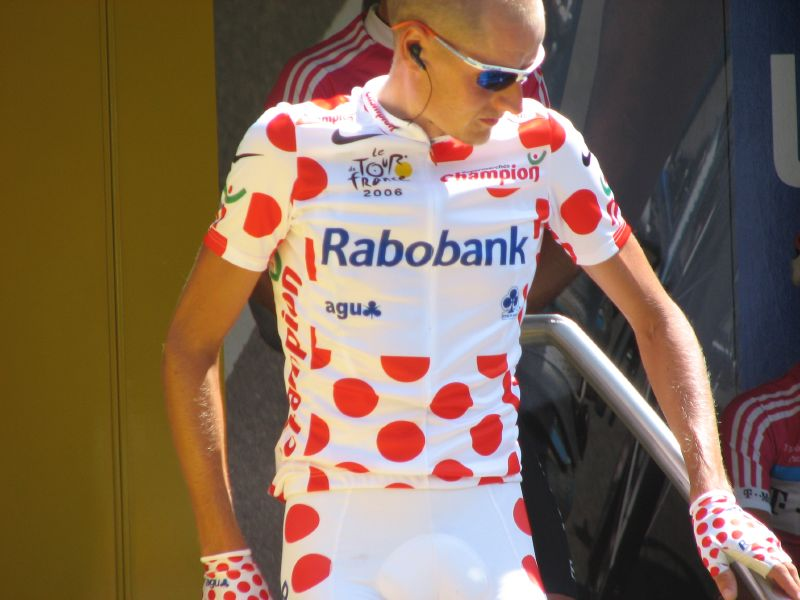
M.Rasmussen, amb el mallot de la muntanya el Tour de França de 2006.

| Any  | Nom                               | Equip                        | Punts | Altres mallots                    |
| ---- | --------------------------------- | ---------------------------- | ----- | --------------------------------- |
| 1933 | Vicente Trueba (ESP)              | Touriste-routier             | 134   | -                                 |
| 1934 | René Vietto (FRA)                 | França                       | 111   | -                                 |
| 1935 | Félicien Vervaecke (BEL)          | Bèlgica                      | 118   | -                                 |
| 1936 | Julián Berrendero (ESP)           | Espanya-Luxemburg            | 132   | -                                 |
| 1937 | Félicien Vervaecke (BEL)          | Bèlgica                      | 114   | -                                 |
| 1938 | Gino Bartali (ITA)                | Itàlia                       | 107   | Mallot groc                       |
| 1939 | Sylvère Maes (BEL)                | Bèlgica                      | 86    | Mallot groc                       |
| 1947 | Pierre Brambilla (ITA)            | Itàlia                       | 98    | -                                 |
| 1948 | Gino Bartali (ITA)                | Itàlia                       | 62    | Mallot groc                       |
| 1949 | Fausto Coppi (ITA)                | Itàlia                       | 81    | Mallot groc                       |
| 1950 | Louison Bobet (FRA)               | França                       | 58    | -                                 |
| 1951 | Raphaël Géminiani (FRA)           | França                       | 66    | -                                 |
| 1952 | Fausto Coppi (ITA)                | Itàlia                       | 92    | Mallot groc                       |
| 1953 | Jesús Loroño (ESP)                | Espanya                      | 54    | -                                 |
| 1954 | Federico Bahamontes (ESP)         | Espanya                      | 95    | -                                 |
| 1955 | Charly Gaul (LUX)                 | Luxemburg                    | 84    | -                                 |
| 1956 | Charly Gaul (LUX)                 | Luxemburg                    | 71    | -                                 |
| 1957 | Gastone Nencini (ITA)             | Itàlia                       | 44    | -                                 |
| 1958 | Federico Bahamontes (ESP)         | Espanya                      | 79    | -                                 |
| 1959 | Federico Bahamontes (ESP)         | Espanya                      | 73    | Mallot groc                       |
| 1960 | Imerio Massignan (ITA)            | Itàlia                       | 56    | -                                 |
| 1961 | Imerio Massignan (ITA)            | Itàlia                       | 95    | -                                 |
| 1962 | Federico Bahamontes (ESP)         | Margnat–Paloma–d'Alessandro  | 137   | -                                 |
| 1963 | Federico Bahamontes (ESP)         | Margnat–Paloma–Motul–Dunlop  | 147   | -                                 |
| 1964 | Federico Bahamontes (ESP)         | Margnat–Paloma–Dunlop        | 173   | -                                 |
| 1965 | Julio Jiménez (ESP)               | KAS-Kaskol                   | 133   | -                                 |
| 1966 | Julio Jiménez (ESP)               | Ford-France–Hutchinson       | 123   | -                                 |
| 1967 | Julio Jiménez (ESP)               | Espanya                      | 122   | -                                 |
| 1968 | Aurelio González (ESP)            | Espanya                      | 96    | -                                 |
| 1969 | Eddy Merckx (BEL)                 | Faema                        | 155   | Mallot groc Mallot verd Combinada |
| 1970 | Eddy Merckx (BEL)                 | Faema-Faemino                | 128   | Mallot groc Combinada             |
| 1971 | Lucien Van Impe (BEL)             | Sonolor-Lejeune              | 228   | -                                 |
| 1972 | Lucien Van Impe (BEL)             | Sonolor                      | 229   | -                                 |
| 1973 | Pedro Torres (ESP)                | La Casera-Bahamontes         | 225   | -                                 |
| 1974 | Domingo Perurena (ESP)            | KAS                          | 161   | -                                 |
| 1975 | Lucien Van Impe (BEL)             | Gitane-Campagnolo            | 342   | -                                 |
| 1976 | Giancarlo Bellini (ITA)           | Brooklyn                     | 170   | -                                 |
| 1977 | Lucien Van Impe (BEL)             | Lejeune-BP                   | 244   | -                                 |
| 1978 | Mariano Martínez (FRA)            | Jobo-Superia                 | 187   | -                                 |
| 1979 | Giovanni Battaglin (ITA)          | Inoxpran                     | 239   | -                                 |
| 1980 | Raymond Martin (FRA)              | Miko-Mercier-Vivagel         | 223   | -                                 |
| 1981 | Lucien Van Impe (BEL)             | Boston-Mavic                 | 284   | -                                 |
| 1982 | Bernard Vallet (FRA)              | La Redoute-Motobecane        | 278   | -                                 |
| 1983 | Lucien Van Impe (BEL)             | Metauromobili-Pinarello      | 272   | -                                 |
| 1984 | Robert Millar (GBR)               | Peugeot                      | 284   | -                                 |
| 1985 | Luis Herrera (COL)                | Varta-Café de Colombia-Mavic | 440   | -                                 |
| 1986 | Bernard Hinault (FRA)             | La Vie Claire-Radar          | 351   | Supercombatiu                     |
| 1987 | Luis Herrera (COL)                | Varta-Café de Colombia       | 452   | -                                 |
| 1988 | Steven Rooks (NED)                | PDM                          | 326   | Combinada                         |
| 1989 | Gert-Jan Theunisse (NED)          | PDM                          | 441   | -                                 |
| 1990 | Thierry Claveyrolat (FRA)         | RMO                          | 321   | -                                 |
| 1991 | Claudio Chiappucci (ITA)          | Carrera Jeans                | 312   | Supercombatiu                     |
| 1992 | Claudio Chiappucci (ITA)          | Carrera Jeans-Tassoni        | 410   | Supercombatiu                     |
| 1993 | Tony Rominger (SUI)               | CLAS-Cajastur                | 449   | -                                 |
| 1994 | Richard Virenque (FRA)            | Festina                      | 392   | -                                 |
| 1995 | Richard Virenque (FRA)            | Festina                      | 438   | -                                 |
| 1996 | Richard Virenque (FRA)            | Festina                      | 383   | -                                 |
| 1997 | Richard Virenque (FRA)            | Festina                      | 579   | -                                 |
| 1998 | Christophe Rinero (FRA)           | Cofidis                      | 200   | -                                 |
| 1999 | Richard Virenque (FRA)            | Team Polti                   | 279   | -                                 |
| 2000 | Santiago Botero (COL)             | Kelme-Costa Blanca           | 347   | -                                 |
| 2001 | Laurent Jalabert (FRA)            | Team CSC-Tiscali             | 258   | Supercombatiu                     |
| 2002 | Laurent Jalabert (FRA)            | Team CSC-Tiscali             | 262   | Supercombatiu                     |
| 2003 | Richard Virenque (FRA)            | Quick Step-Davitamon         | 324   | -                                 |
| 2004 | Richard Virenque (FRA)            | Quick Step-Davitamon         | 266   | Supercombatiu                     |
| 2005 | Michael Rasmussen (DEN)           | Rabobank ProTeam             | 185   | -                                 |
| 2006 | Michael Rasmussen (DEN)           | Rabobank ProTeam             | 166   | -                                 |
| 2007 | Mauricio Soler (COL)              | Barloworld                   | 206   | -                                 |
| 2008 | Bernhard Kohl Carlos Sastre (ESP) | Team CSC-Saxo Bank           | 80    | Mallot groc                       |
| 2009 | Franco Pellizotti                 | -                            | -     |                                   |
| 2010 | Anthony Charteau (FRA)            | Bbox Bouygues Telecom        | 143   | -                                 |
| 2011 | Samuel Sánchez (ESP)              | Euskatel Euskadi             | 108   | -                                 |
| 2012 | Thomas Voeckler (FRA)             | Team Europcar                | 135   | -                                 |
| 2013 | Nairo Quintana (COL)              | Movistar Team                | 147   | Mallot blanc                      |
| 2014 | Rafał Majka (POL)                 | Team Tinkoff-Saxo            | 181   |                                   |
| 2015 | Christopher Froome (GBR)          | Team Sky                     | 119   | Mallot groc                       |
| 2016 | Rafał Majka (POL)                 | Team Tinkoff                 | 209   |                                   |
| 2017 | Warren Barguil (FRA)              | Team Sunweb                  | 169   | Supercombatiu                     |
| 2018 | Julian Alaphilippe (FRA)          | Quick-Step Floors            | 170   |                                   |
| 2019 | Romain Bardet (FRA)               | AG2R La Mondiale             | 86    |                                   |
| 2020 | Tadej Pogačar (SLO)               | UAE Team Emirates            | 82    | Mallot groc Mallot blanc          |
| 2021 | Tadej Pogačar (SLO)               | UAE Team Emirates            | 107   | Mallot groc Mallot blanc          |
| 2022 | Jonas Vingegaard (DEN)            | Team Jumbo-Visma             | 72    | Mallot groc                       |
| 2023 | Giulio Ciccone (ITA)              | Lidl-Trek                    | 106   | -                                 |
| 2024 | Richard Carapaz (ECU)             | EF Education-EasyPost        | 127   | Supercombatiu                     |
| 2025 | Tadej Pogačar (SLO)               | UAE Team Emirates XRG        | 119   | Mallot groc                       |

### Ciclistes amb més victòries

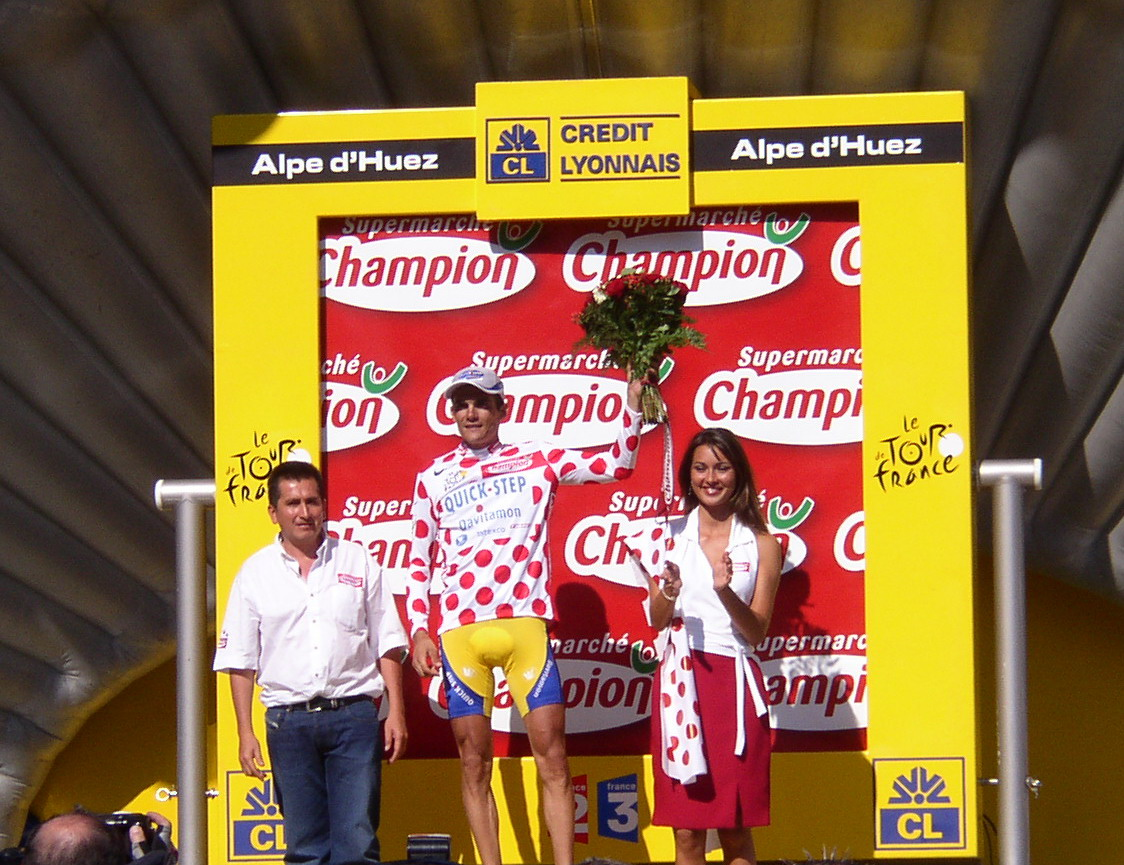
Richard Virenque, vencedor 7 vegades de la classificació de la muntanya.

| Pos. | Nom                 | País      | Victòries | Anys                                     |
| ---- | ------------------- | --------- | --------- | ---------------------------------------- |
| 1    | Richard Virenque    | França    | 7         | 1994, 1995, 1996, 1997, 1999, 2003, 2004 |
| 2    | Federico Bahamontes | Espanya   | 6         | 1954, 1958, 1959, 1962, 1963, 1964       |
| 2    | Lucien Van Impe     | Bèlgica   | 6         | 1971, 1972, 1975, 1977, 1981, 1983       |
| 4    | Julio Jiménez       | Espanya   | 3         | 1965, 1966, 1967                         |
| 4    | Tadej Pogačar       | Eslovènia | 3         | 2020, 2021, 2025                         |
| 6    | Felicien Vervaecke  | Bèlgica   | 2         | 1935, 1937                               |
| 6    | Gino Bartali        | Itàlia    | 2         | 1938, 1948                               |
| 6    | Fausto Coppi        | Itàlia    | 2         | 1949, 1952                               |
| 6    | Charly Gaul         | Luxemburg | 2         | 1955, 1956                               |
| 6    | Imerio Massignan    | Itàlia    | 2         | 1960, 1961                               |
| 6    | Eddy Merckx         | Bèlgica   | 2         | 1969, 1970                               |
| 6    | Luis Herrera        | Colòmbia  | 2         | 1985, 1987                               |
| 6    | Claudio Chiappucci  | Itàlia    | 2         | 1991, 1992                               |
| 6    | Laurent Jalabert    | França    | 2         | 2001, 2002                               |
| 6    | Michael Rasmussen   | Dinamarca | 2         | 2005, 2006                               |

### Vencedors per país
| Pos. | País          | Ciclista amb més victòries                                            | Darrer vencedor           | Victòries |
| ---- | ------------- | --------------------------------------------------------------------- | ------------------------- | --------- |
| 1    | França        | Richard Virenque (7)                                                  | Romain Bardet (2019)      | 23        |
| 2    | Espanya       | Federico Bahamontes (6)                                               | Samuel Sánchez (2011)     | 17        |
| 3    | Itàlia        | Gino Bartali, Fausto Coppi, Imerio Massignan i Claudio Chiappucci (2) | Giulio Ciccone (2023)     | 12        |
| 4    | Bèlgica       | Lucien Van Impe (6)                                                   | Lucien Van Impe (1983)    | 11        |
| 5    | Colòmbia      | Luis Herrera (2)                                                      | Nairo Quintana (2013)     | 5         |
| 6    | Dinamarca     | Michael Rasmussen (2)                                                 | Jonas Vingegaard (2022)   | 3         |
| 6    | Eslovènia     | Tadej Pogačar (3)                                                     | Tadej Pogačar (2025)      | 3         |
| 8    | Luxemburg     | Charly Gaul (2)                                                       | Charly Gaul (1956)        | 2         |
| 8    | Països Baixos | Steven Rooks i Gert-Jan Theunisse                                     | Gert-Jan Theunisse (1989) | 2         |
| 8    | Regne Unit    | Robert Millar i Christopher Froome                                    | Christopher Froome (2015) | 2         |
| 8    | Polònia       | Rafał Majka (2)                                                       | Rafał Majka (2016)        | 2         |
| 12   | Suïssa        | Tony Rominger                                                         | Tony Rominger (1993)      | 1         |
| 12   | Equador       | Richard Carapaz                                                       | Richard Carapaz (2024)    | 1         |